# Munich WCT 1983
Il Munich WCT 1983 è stato un torneo di tennis giocato sul sintetico indoor. È stata la 2ª edizione del torneo che fa parte del World Championship Tennis 1983. Si è giocato a Monaco di Baviera in Germania dal 14 al 20 marzo 1983.

## Campioni

### Singolare maschile
Brian Teacher ha battuto in finale  Mark Dickson con il punteggio di 1–6, 6–4, 6–2, 6–3

### Doppio maschile
Kevin Curren /  Steve Denton hanno battuto in finale  Heinz Günthardt /  Balázs Taróczy con il punteggio di 7–5, 2–6, 6–1